# Eduardo Huergo
Eduardo Huergo (Buenos Aires, 1940) è un imprenditore e dirigente sportivo argentino.

## Biografia
Eduardo Huergo è l'attuale presidente della Federazione Internazionale Polo, di cui, fino al 2010 era stato un consigliere d'amministrazione. Nel CdA della FIP Huergo era entrato dopo essere stato, dal 1987 al 1997, Vice Presidente della Associaciòn Argentina de Polo, nella quale attualmente è membro della Sottocommissione Polo Internazionale.
Non nuovo all'impegno nel Polo, Huergo ha anzi giocato fin dai 15 anni nel Tortugas Country Club. Durante la sua carriera di sportivo ha militato ad alto livello in compagini attive negli Stati Uniti, Gran Bretagna (British Open Championship Gold Cup), Cile, Brasile, Messico, Sud Africa e Francia, raggiungendo il livello di 5 goal di handicap.
Dopo aver conseguito una laurea in ingegneria ha lavorato nel settore automobilistico, nel ramo finanziario. Huergo ora gestisce l'azienda agricola di famiglia in Venado Tuerto (Provincia di Santa Fe) e l'allevamento di cavalli da polo nella zona di Rojas (Provincia di Buenos Aires). L'ingegner Huergo e sua moglie Maria hanno 6 sei figli e 8 nipoti. Il suo hobby sono le auto d'epoca.